# (15572) 2000 GH65
A (15572) 2000 GH65 egy kisbolygó a Naprendszerben. A LINEAR projekt keretében fedezték fel 2000. április 5-én.